# Anemonidium dichotomum
Anemonidium dichotomum là một loài thực vật có hoa trong họ Mao lương. Loài này được Á. Löve & D. Löve mô tả khoa học đầu tiên năm 1982.